# Folk metal
Folk metal er en undergenre af heavy metal, som blev udviklet i Europa i 1990'erne. Som navnet antyder er genren en fusion af heavy metal og folkemusik. Dette betyder også en omfattende brug af instrumenter forbundet med folkemusik og en, mindre udbredt, brug af traditionelle sangstile.
Det tidligste eksempel på folk metal var det engelske band Skyclad. Deres debutalbum The Wayward Sons of Mother Earth blev udgivet i 1990, og i nogle få år var de det eneste almindeligt kendte folk metal-band. Det var ikke før 1994 og 1995 at andre tidlige bands indenfor genren begyndte at komme frem fra forskellige regioner i Europa såvel som i Israel. Nogle af de vigtigste af disse var Cruachan (fra Irland), Orphaned Land (fra Israel) og Subway to Sally (fra Tyskland), som hver især skabte forskellige regionale variationer af genren, som med tiden blev kendt som henholdsvis celtic metal, oriental metal og mittelalter rock. På trods af disse bidrag forblev folk metal dog stort set ukendt med kun få kendte bands i 1990'erne. Først i de tidlige 2000'ere eksploderede genren pludselig og blev voldsomt populær, specielt i Finland takket være bands som Finntroll, Ensiferum, Korpiklaani og Moonsorrow.
Musikken i folk metal er karakteriseret ved dens forskelligartethed, og bands er kendt for at spille forskellige stilarter af både heavy metal og folkemusik. En masse forskellige folkemusik-instrumenter bruges i genren, og mange bands har som konsekvens deraf seks eller flere medlemmer. Nogle få bands bruger også keyboards til at simulere lyden fra visse folkemusik-instrumenter. Sangteksterne i genren omhandler generelt hedenskab, naturen, fantasy, mytologi og historie.

## Egenskaber

### Musik
Folk metals musik er en forskelligartet samling med bands som udforsker mange forskellige undergenrer af heavy metal. Mens bands som Primordial, Melechesh og Finntroll spller black metal, har andre grupper såsom The Lord Weird Slough Feg og Mägo de Oz rødder i mere traditionel eller sågar power metal. Den tysk-norske gruppe Midnattsol blander genren med gothic metal. Progressive tendenser kan findes hos bands som Elvenking Lumsk og Týr. Nogle bands er også kendt for at spille mere end en form for heavy metal. Orphaned Land kombinerer folk metal med progressiv og doom/death-metal mens Ensiferum blandt folkemusik ovenpå en power/dødsmetal-hybrid. Nogle få grupper indarbejder også stile fra andre musikgenrer udenfor heavy metal. Eksempler kunne være punk i det norske band Glittertind og neofolk og post-rock-tendenserne hos Agalloch.
Folkelementerne i genren reflekterer ofte musikernes etniske baggrund, som det f.eks. er tilfældet med den skandinaviske folkemusik hos Finntroll og Korpiklaani, den baltiske folkemusik hos Metsatöll og Skyforger eller Orphaned Lands og Melecheshs mellemøstlige baggrund. Keltisk musik kan findes hos irske grupper såsom Cruachan og Waylander såvel som hos ikke-irske bands som Eluveitie og Tuatha de Danann. Folkemusik fra flere regioner bruges af nogle grupper, deriblandt Elvenking og Ensiferum
Genren indeholder også store variationer indenfor atmosfære og stemning. Grupper som Finntroll og Korpiklaani er karakteriseret ved en morsom og glædesfyldt natur. Begge bands er også kendt for at spille musik som man kan danse til. I kontrast hertil er andre bands, deriblandt Thyrfing og Primordial, kendt for deres eftertænksomme atmosfære. Lumsk spiller en mere afslappet stil mens Agalloch er kendt for deres "depressiv ambient" lyd.
En storslået og episk atmosfære er karakteristisk for nogle folk metal-bands blandt andre Primordial, Moonsorrow, Turisas og musikprojektet Folkearth. Grupper som Ensiferum og Wintersun er kendt for at have en melodiøs side mens bands som fortrækker en mere bragende og brutal tilgang til musikken blandt andet er Finntroll, Månegarm og Melechesh.

### Instrumenter
Folk metal gør typisk brug af de samme instrumenter som de fleste andre heayv metal-genrer: guitarer, bas, trommer og en sanger. Mens nogle få folk mtal-grupper såsom Tharaphita afviser "ethvert tilløb til brug af folk-instrumentation" og "stoler udelukkende på traditionelle metalinstrumenter," bruger bands indenfor genren generelt folkemusik-instrumenter lige fra almindelige til meget eksotiske instrumenter. Flere folk metal-grupper har en dedikeret violinist i deres line-up. Blandt disse er Skyclad, Subway to Sally, Schandmaul, Mägo de Oz, Silent Stream of Godless Elegy, Korpiklaani, Lumsk, Elvenking, Eluveitie Turisas, Huldre og Tuatha de Danann. Tinwhistle og fløjte kan findes hos celtic metal-bands såsom Cruachan, Waylander og Eluveitie. Fløjtne kan også findes hos bands som Metsatöll, Schandmaul og Morgenstern. Nogle bands er også kendt for at gøre brug af mere eksotiske instrumenter fra deres etniske baggrund eller land, deriblandt Skyforgers brug af den lettiske kokle, Metsatölls brug af den estiske torupill, Korpiklaanis brug af den finske kantele og Orphaned Lands brug af oud og saz., danske Huldres brug af drejelire.
Hvis de ikke bruger folk-instrumenter bruger andre bands indenfor genren ofte keyboards for at emulere lyden af folk-instrumenter. Blandt disse er Storm, Empyrium og Finntroll såvel som andre grupper som Midnattsol. Bands som supplerer et folk-instrument såsom violinen med keyboards omfatter blandt andre Skyclad, Mägo de Oz, Tuatha de Danann og Turisas.
Det store antal instrumenter som nogle bands bruger ved indspilning af deres studiealbum, kan vise sig at være en stopklods for deres liveoptrædender. Mens Orphaned Land kan optræde på scenen med tyve musikere i deres hjemland Israel, bliver de nødt til at bruge en computer tli at gengive gæstemusikernes roller ved koncerter andetsteds. Nogle folk metal-grupper holder sig i studiet, og optræder ikke live overhovedet. Blandt disse er Folkearth, Falkenbach og Summoning. Andre folk metal-bands udvider deres almindelige line-up til at omfatte flere musikere, og derfor er det ikke usædvanligt at finde bands indenfor genren som har seks eller flere medlemmer. Blandt genrens sekstetter er Schandmaul, Cruachan, Korpiklaani, Turisas og Midnattsol, mens der er septetter som Subway to Sally, In Extremo og Lumsk. Både Silent Stream of Godless Elegy og Eluveitie har otte medlemmer mens Mägo de Oz har ni. Selv når et band inkluderer medlemmer dedikeret til folk-instrumenter, kan de nogle gange stadig gøre brug af gæstemusikere til at forbedre deres lyd yderligere. Som et eksempel tilføjede Lumsk tretten gæstemusikere til bandets syv medlemmer på deres debutalbum Åsmund Frægdegjevar. Til tider kan gæstemusikere gå hen og blive fuldgyldige medlemmer af bands, som det var tilfældet med Skyforger og Turisas.

### Vokal
Ligesom det brede udvalg af musikstilarter og instrumenter eksisterer der også flre forskellige vokalstile indenfor genren. Fra de "kuldegysningsindgydende dødsskrig" hos Finntroll til Skyforgers og Moonsorrow, black metal-hvæsen er der ingen mangel på ekstrem vokal i folk metal. Andre bands som gør brug af ektreme vokaler er blandt andre Cadacross, Ensiferum og Equilibrium. I kontrast hertil er bands som Mägo de Oz og Metsatöll kendt for at bruge "ren" sang på linje med deres mere traditionelle metal. Flere andre bands indenfor genren er kendt for at bruge både ekstrem vokal og ren sang. Blandt disse er Primordial, Turisas, Windir og Wintersun.
Traditionel folkesang kan også findes blandt nogle folk metal-bands. Jonne Järveläs yoik-vokal er blevet brugt i et vist omfang af både Shaman, Finntroll og Korpiklaani. Folkesang eller folk-inspireret sang kan også høres i Equilibriums, Metsatölls, Skyforgers og Orphaned Land's musik. Orphaned Land's musik gør også brug af messen og kor, hvilket også ofte ses i folk metal. Bands som er kendte for at bruge kor er blandt andre Arkona, Turisas Lumsk og Eluveitie mens messen kan findes hos Melechesh, Folkearth, Týr og Windir. Nogle bands, deriblandt Falconer og Thyrfing, er også kendt for at bruge "yo-ho-ho folk melodier" i deres vokal for at tilpasse sig deres viking metal-stil.
Orphaned Land synger oftest på engelsk, men benytter af og til andre sprog da de "fungerer godt med musikken og også lyder mere eksotiske og unikke." Týr er også kendt for at bruge flere sprog i deres musik, deriblandt dansk og deres modersmål færøsk. Af andre bands kan nævnes Mägo de Oz på spansk, Moonsorrow på finsk, Metsatöll på estisk og Lumsk på norsk. Bands i mittelalter rock-undergenren synger næsten altid udelukkende på tysk.
Kvindelige forsangere er ikke et usædvanligt syn i genren, og de kan blandt andet ses hos Distorted, Cruachan, Otyg, Lumsk, Huldre, Arkona og Midnattsol. Andre grupper såsom Orphaned Land og Elvenking har brugt kvindelige gæstevokalister i deres musik.

### Sangtekster
Hedenskab, natur, fantasy, mytologi og historie er alle populære emner indenfor folk metal.
Folk metal er blevet associeret med hedenskab lige siden genren blev skabt, da Martin Walkyier forlod sit tidligere band Sabbat for at dane Skyclad, til dels fordi bandet "ikke gik langt nok ned af den hedenske, britiske vej som vi ville have det." Som en konsekvens deraf er Skyclads sangtekster kendt for at omhandle hedenske emner. Bandet Cruachan blev også dannet af en selvbeskrevet hedning, Keith Fay. Ville Sorvali fra Moonsorrow foretrækker betegnelsen "pagan metal" ("hedensk metal") "fordi den beskriver de ideologiske pointer i musikken, men siger ikke noget om selve musikken." Andre bands såsom Cruachan, Eluveitie, Obtest og Skyforger foretrækker også betegnelsen "pagan metal".
Naturen er en stærk indflydelse på mange folk metal-bands. Grupper som Korpiklaani, Elvenking, Midnattsol og Vintersorg har alle baseret sangtekster på emnet. For bandet Agalloch er naturen brugt som et tema "fordi vi holder med det som essentielt set er offeret i et forhold hvor menneskeheden er en sygdom." Alle medlemmerne af Skyclad støtter "organisationer som Greenpeace og andre, for det er dem som stiller sig op og tager kampen" mellem "folk som vil redde planeten, og folk som vil ødelægge den."
Genrepionererne Skyclad udgik fantasytekster fordi "der var allerede nok fantasy i verden, som vi fik at vide af vores politikere hver dag." Alligevel er andre folk metal-bands kendt for at benytte fantasytemaer i deres tekster, blandt dem Ensiferum, Midnattsol og Cruachan. Elvenking bruger fantasytemaer "som en metafor til at dække dybere meninger." På samme måde dækker Turisas' brug af fantasy emner "som er dybere og har større betydning."
Celtic metal-undergenren er kendt for at indeholde sangtekster baseret på keltisk mytologi. Kelternes historie er en anden populær kilde til sangtekster for celtic metal-bands som Cruachan, Eluveitie, Primordial og Mael Mórdha. Nordisk mytologi kan findes i sangtekterne hos blandt andre Falkenbach, Týr, Finntroll og Mithotyn. Skyforger er kendt for at bruge sangtekster som både er baseret på deres lettiske kulturs historie og mytologi. Melechesh synger også om myter og historie, og får inspiration til deres mellemøstlige lyd fra Oldtidens Mesopotamien. Andre bands som har brugt historie i deres sange er f.eks. Falconer, Arafel og Slechtvalk.
Nogle få Nationalsocialistiske Black Metal-bands, deriblandt ukrainske Nokturnal Mortum, Temnozor og Kroda er kendt for at krdse genre ind i folk metal – noget som Ciaran O'Hagan, forsanger i Waylander, ser som "en fornærmelse mod folk som mig selv, som slet ikke har fascistiske holdninger." Han har også udtalt at NSBM-bands spiller folk metal "af alle de forkert grunde". På grund af nynazistisk fejlfortolkning af hedenske symboler er flere folk metal-bands også blevet beskyldt for at være en del af NSBM-scenen. Som konsekvens deraf har bands som Cruachan, Skyforger, Moonsorrow, Månegarm og Týr måttet distancere sig selv fra nazisme, fascisme eller racisme. Skyforger gik så langt som til at tilføje ordene 'No Nazi Stuff Here!' på bagsiden af deres albumomslag. Richard Lederer fra Summoning har også offentligt fordømt nationalsocialisme i et selvskrevet essay på has bands hjemmeside. I april 2008 blev de optrædende ved folk metal-festivalen Paganfest beskyldt for at være nazister, racister og fascister af det tyske Antifa. Ville Sorvali fra Moonsorrow og Heri Joensen fra Týr udsendte en fælles videoerklæring for at tilbagevise de beskyldninger, og bemærkede at "et af de største problemer lader til at være at vi bruger gamle skandinaviske symboler i vores billedmateriale såsom S'et i Moonsorrows logo og T'et i Týrs logo [selvom] det er sådan S og T-runerne er blevet skrevet i tusinder af år." Moonsorrow har også udsendt en skriftlig erklæring som svar på beskyldningerne mens Týr bemærker på deres officielle hjemmeside at de "fik idéen til runelogoet" fra Black Sabbath-albummet af samme navn.
Det oprindelige folk metal-band Skyclad var også kendt for at beskæftige sig med alvorlige politiske emner men gennem sangtekster med humor. Andre bands har fortsat med sjove og humoristiske sangtekster. Blandt disse er Finntroll med deres besættelse af trolde. Korpiklaanis tekster er også "fokuserede på at have det sjovt, at drikke [og] feste." I en anmeldelse af Turisas' The Varangian Way bemærkede James Christopher Monger fra Allmusic at nogle lyttere måske ville frastødes ved "konceptet med voksne mænd i pels" som synger tekster såsom "come with us to the south, write your name on our roll." Heri Joensen fra Týr har ligeledes udtalt at en lytter skal have en fast tro på deres maskulinitet for at lytte tli sangtekster som deres egen "unge drenge, glade drenge, kom op på gulvet og dans lystigt."

## Historie

### Oprindelse
Det engelske band Skyclad blev dannet i 1990 efter sanger Martin Walkyier forlod hans tidligere band, Sabbat. Skyclad begyndte som et thrash metal-band, men fik tilføjet violiner fra studiemusikeren Mike Evans på flere numre på deres debutalbum The Wayward Sons of Mother Earth, noget som af Ed Rivadavia fra Allmusic blev beskrevet som "ambitiøst" og "banebrydende." Sangen "The Widdershins Jig" fra debutalbummet er blevet hyldet som værende "specielt betydningsfuld". Med en violinist hyret på fuld tid, indeholdt bandets andet album en "nu legendarisk folkeagtig jigstil" og "tydeligere indarbejdelse af violinen som spiller lead og melodier som eller normalt associeres med lead guitar-delene hos de fleste andre rockbands." Skyclad er siden blevet nævnt som pionerer indenfor genren og Keith Fay fra bandet Cruachan har anerkendt Skyclad "skaberne af folk metal."
Selv efter Martin Walkyier forlod bandet i 2001, er Skyclad fortsat en aktiv folk metal-gruppe i dag næsten to årtier efter deres dannelse. I modsætning hertil havde det portugisiske band Moonspell kun et kortvarigt sammenstød med genren. Deres første udgivelse var ep'en Under the Moonspell fra 1994, som indeholdt indflydelser fra folk og mellemøstlig musik. Med udgivelsen af deres debutalbum Wolfheart året efter, skiftede bandet til gothic metal og indenfor få år "udviklede [Moonspell] sig hurtigt til en af de store spillere på den europæiske goth-metal-scene."
En anden tidlig bidragsyder til folk metal er finske Amorphis. De blev dannet i 1990 og debutalbummet, The Karelian Isthmus, fulgte to år senere. Deres andet album Tales from the Thousand Lakes blev udgivet i 1994 med "mange fascinerende melodier og sangstrukturer som trak voldsomt fra traditionel folkemusik fra deres hjemland". Albummet blev vel modtaget af fans og "dets indhold blev hurtigt afholdt i hele metalundergrunden som måske det største indenfor atmosfærisk dødsmetal."

### Regionale variationer
I årene 1994 og 1995 kom tre forskellige former fra folk metal fra forskellige regioner.

#### Oriental metal
Progressiv metal-bandet Orphaned Land blev dannet i 1991 i Israel, og udgav deres første og eneste demo The Beloved's Cry i 1993, "hvilket øjeblikkeligt skabte en røre i medierne" som "hurtigt tiltrak opmærksomhed til deres uortodokse musikstil." Medlemmerne af gruppen var stadig teenagere da de udgav deres debutalbum Sahara i 1994. Orphaned Land's musik "låner voldsomt fra mellemøstlige musikstilarter" med traditionelle elementer som kommer fra arabisk folkemusik. Orphaned Land er blevet hyldet som "et af verdens mest unikke [...] heavy metal-bands," og deres musikstil er efterfølgende blevet døbt oriental metal.
I 1993 blev Melechesh dannet i Jerusalem, som "utvivlsomt det første overordentligt antikristne band som eksisterede i en af de helligste byer i verden." Melechesh begyndte som et traditionelt black metal-band, og deres første eksperimenteren med folk metal kom ført på titelnummeret på ep'en The Siege of Lachish fra 1996. På deres efterfølgende album gik bandet på grænserne mellem black, død og thrash metal, med "[...] smagfuldt udført storslåenhed chokfyldte med superbe riffs, mellemøstlige melodier og vokal der veksler fra halsende mellemdybe skrig til messen." Andre oriental metal-grupper kom frem derefter, bedst kendt er måske bandet Distorted som blev dannet i 1996 som det første metalband fra Israel med en kvinde i front.

#### Mittelalter rock
Det østtyske band Subway to Sally blev danne ti 1992 som et folk rockband, som sang på engelsk og indarbejdede irsk og skotsk indflydelse i deres musik. Med deres andet album MCMXCV udgivet i 1995 begyndte bandet at spille en "mere traditionel stil" og begyndte at synge på tysk. Med Skyclad som inspiration, spiller Subway to Sally en blanding af hård rock og heavy metal "beriget med middelaldermelodier blandet ind i sangene via sækkepiber, drejelire, lut, mandolin, skalmeje, violin og fløjte" og kombineret med "romantik-symbolsk tysktalende poesi" i deres sangtekster. Med hitlistesucces i deres hjemland Tyskland, er de siden blevet nævnt som det band "som startede bølgen af hvad der er kendt som middelalderrock."
Dette udelukkende tyske fænomen er blevet fortsat og udvidet yderligere af efterfølgende bands. Det Berlin-baserede In Extremo, dannet i 1996, har også opnået kommerciel succes med deres "middelalderstils-scenepåklædning og skamfrie brug af bizarre, nogle gange håndlavede, insturmenter såsom de skotske sækkepiber." Et andet band som har oplevet kommerciel succes i Tyskland er bayerske Schandmaul. Bandet beskriver sig selv som "nutidens barder," og bruger et musikalsk arsenal som bl.a. omfatter sækkepiberthe band employs a musical arsenal that includes the bagpipes, lirekasse, skalmeje, violin og mandolin.

#### Celtic metal
Det irske band Cruachan blev dannet i 1992 af guitarist Keith Fay, og distribuerede deres første demo i 1993. Ved at lade sig inspirere af Skyclads første album, kombinerede Fay black metal med irsk folkemusik. Deres debutalbum Tuatha Na Gael blev udgivet i 1995 og bandet er siden blevet hyldet for at have "gjort sig større anstrengelser end de fleste i deres forsøg på at udvide" genren folk metal. Cruachans kombination af keltisk musik og heavy metal kendes i dag som celtic metal.
Parallelt med Cruachan udgav black metal-bandet Primordial også en demo i 1993 og "fandt sig selv udnævnt til en del af fronten i den opblomstrende anden bølge i black metal-bevægelsen." Irsk musik spiller "en meget stor rolle" i Primordial men "på mørke og subtile måder" igennem akkorder og timing. Bandet har siden "etableret sig selv som et af de mest unikt lydende bands indenfor folk-møder-black-metal." Andre tidlige repræsentanter for celtic metal var Geasa og Waylander som begge udgav en demo i 1995.

### Udvikling
Fra midten af 1990'erne kom der langsomt andre bands frem som kombinerede heavy metal med folkemusik. Storm var et kortlivet norsk supergruppe med Fenriz, Sigurd Wongraven og Kari Rueslåtten fra henholdsvis black metal-grupperne Darkthrone, Satyricon og doom metal-bandet The 3rd and the Mortal. Deres eneste album Nordavind blev udgivet i 1995 med brug af keyboards til at imitere lyden af folk-instrumenter. Tyske Empyrium gjorde også brug af synthesizere og guitarer til at levere deres "mørke folklore" black metal-musik med udgivelsen af deres debutalbum A Wintersunset fra 1996.
I 1996 kom også debutalbummet fra "enmands-black metal-projektet fra multiinstrumentalisten Vratyas Vakyas" fra Tyskland kendt som Falkenbach. Med storslående musik som var "fyldt med keyboards, vikingetemaer og folkemusik-tendenser," var Falkenbach en blanding af viking metal og folk metal. I de næste to år fik han selskab af andre bands som kombinerede de to genrer, deriblandt Windir, Månegarm og Thyrfing.
Det spanske band Mägo de Oz blev dannet helt tilbage i 1989, langt før de fleste andre folk metal-grupper, og udgav deres debutalbum af samme navn i 1994. Med ni medlemmer i deres line-up, deriblandt en violinist og en fløjtenist, har bandet i løbet af årene udviklet sig til en kombination af power metal og celtisk-inspireret folk metal. De har oplevet stor succes på hitlisterne i deres hjemland Spanien såvel som i Sydamerika. The Lord Weird Slough Feg fra Pennsylvania, USA blev også dannet tidligt, i 1990. Deres første album blev udgivet i 1996 og bandet har efterfølgende søgt en "unik stil som kombinerer traditionel/power metal med folk metal."
Det mähriske band Silent Stream of Godless Elegy blev dannet i 1995 som et doom metal-band "tilsat hedenske billeder og eventyrlystne nok til at inkludere violiner og celloer ved siden af det forventelige moderne arsenal." Med udgivelsen af deres andet album Behind the Shadows i 1998 begyndte bandet at bruge "folklore-indflydelser" i deres musik.

### Eksplosion
| Citat                                           | I halvfemserne og selv i slutningen af halvfemserne var der meget få bands. Vi havde Waylander fra Irland. Og et eller to i Europa, men det var meget sjældent at finde et rigtigt folk metal-band. Nutildags er det lidt en eksplosion over det hele. | Citat |
| Keith Fay om den nylige fremgang for folk metal | |       |

Folk metal-genren er blevet udvidet dramatisk i det nye årtusinde. Forrest i denne eksplosion, med et "revolutionært sammenstød mellem tradition og forstærkning som skilte dem ad", er en gruppe fra Finland kendt som Finntroll. Bandet blev dannet i 1997, indspillede en demo det følgende år og udgav debutalbummet Midnattens Widunder i 1999. De har siden fået ry for at være "besat af alt troldeagtigt." Deres sangtekster synges udelukkende på svensk, og ikke på deres modersmål finsk "tilsyneladende fordi dette sprog var bedre til at vække troldeånden." Finntrolls musik indeholder en "rigtig innovation" i blandingen af black metal med en form for finsk polka kaldet humppa. Helt specifikt tog bandet "alternative picking på bassen akkompagneret med trommeslaget og brug af harmonika" fra humppa Dette usædvanlige miks af polka og ekstremmetal er blevet blandet modtaget af anmeldere. Andy Hinds fra Allmusic kritiserer polkaindflydelsen for at underminere "et dødsmetalbands intentionelle trussel" mens has kollega Alex Henderson roser bandet for deres "solide, konsistent vellidte arbejde," og erklærede at Finntroll har adskilt sig selv fra deres jævnbyrdige "på grund af deres fokuseren på finsk humppa" og "humoren og ironien som de bringer til bordet."
Finntroll's andet album Jaktens Tid blev udgivet i 2001 og blev en hitlistesucces i deres hjemland Finland. ogle af sangene fra albummet indeholdt vokal af Jonne Järvelä fra Korpiklaani, et andet folk metal-band fra Finland. Mens andre folk metal-bands begyndte med metal før de tilføjede folkemusik, startede Korpiklaani med folkemusik før de blev metal. Korpiklaanis rødder kan spores tilbage til en samisk folkemusikgruppe under navnet Shamaani Duo, et "in house restaurant-band" dannet i 1993. Et album med folkemusik blev udgivet under dette navn før Jonne Järvelä flyttede og dannede et nyt band, Shaman. Folk metal-gruppen Shaman var baseret på Shamaani Duo's folkemusik. To album blev udgivet i 1999 og 2001 før Shaman skiftede navn til Korpiklaani. Navneændringen blev fulgt af en ændring i musikken. Den traditionelle yoik-vokal og brug af samisk blev droppet mens synthesizeren blev erstattet af rigtige folk-instrumenter. Jonne Järvelä giver Finntroll æren for at være katalysator for skiftet i fokus fra folk til metal.
Mens Korpiklaani brugte en række traditionelle instrumenter til at levere deres folk metal, benytter Finntroll keyboards til finske folkemelodier spillet som humppa. Keyboard i Finntroll spilles af Henri Sorvali som også spiller i Moonsorrow, et andet folk metal-band fra Finland, som han dannede sammen med sin fætter Ville Sorvali i 1995. De udgav to demoer, den første i 1997 og efterfølgende en i 1999, før de i 2001 udgav debutalbummet Suden Uni. Moonsorrow blander folk metal med viking metal ved at indarbejde "Finlands traditionelle former for folkemusik til detaljerede symfoniske arrangementer som ellers er typiske for viking metal-bands såsom Bathory og Enslaved." Brugen af folk-elementer var "ved at blive det helt store" i Finland på dette tidspunkt og blandt de andre folk metal-bands fra Finland som kom frem i starten af 2000'erne var Cadacross, Ensiferum og senere Turisas og Wintersun. Ensiferum kom helt op i toppen af den finske hitliste med deres hitsingle "One More Magic Potion fra 2007.
Folk metal-grupper er ikke usædvanlige at se i andre skandinaviske lande. Blandt bands fra Sverige er Thyrfing og Månegarm sammen med andre grupper såsom nu-opløste Otyg og Otyg-forsanger Vintersorg's solokarriere. Fra Norge kommer Storm og Windir såvel som Kampfar, Lumsk, og Trollfest. Blandt folk metal-bands fra Danmark er Wuthering Heights, Svartsot,, færøske Týr. og Vanir.
Udenfor Skandinavien har andre europæiske nationer også bidraget til den voksende genre. Grupper fra Baltikumlandende Estland, Letland og Litauen er blandt andre Metsatöll, Raud-Ants, Obtest og Skyforger mens repræsentanter fra Rusland blandt andet er Alkonost, Arkona og Butterfly Temple. Blandt mere isolerede eksempler i Europa er Balkandji fra Bulgarien, Elvenking fra Italien, Divlje Jagode fra Bosnien, Saurom fra Spanien og Eluveitie fra Scweiz. Folkearth er et internationalt folk metal-projekt med medlemmer fra flere europæiske lande. Ved dets begyndelse bestod projektet af 14 musikere fra forskellige baggrunde indenfor folk- og metalmusik. Ved udgivelsen af deres andet album By the Sword of My Father i 2006, havde projektet deltagelse af 31 musikere.
Udenfor det europæiske kontinent er folk metal relativt sjældent, og der er kun få kendte bands deriblandt amerikanske The Lord Weird Slough Feg og Agalloch, hvor specielt sidstnævntes musik "skabte en stærk geografisk anormalitet, siden dets eklektiske avant-garde folk metal var den slags man ville forvente kom fra Skandinavien -- ikke Portland, Oregon." Tuatha de Danann er en anden geografisk anormalitet med deres celtic metal fra Brasilien.

## Fodnoter
1. ↑  Skyclad - Wayward Sons Of Mother Earth review Arkiveret 19. december 2013 hos  Wayback Machine Hentet 18. december 2013
2. 1 2  Matthijssens, Vera. "Interview with Heri Joensen of Týr". Lordsofmetal.nl. Arkiveret fra originalen 4. august 2012. Hentet 18. marts 2008.
3. 1 2 3 4  Sharpe-Young, Garry. "Midnattsol Rockdetector Biography". Rockdetector.com. Arkiveret fra originalen 4. juni 2008. Hentet 17. marts 2008.
4. ↑  Henderson, Alex. "The Scythe Review". Allmusic.com. Arkiveret fra originalen 15. februar 2011. Hentet 18. marts 2008.
5. 1 2 3 4 5  Sharpe-Young, Garry. "Rockdetector Lumsk". Rockdetector.com. Arkiveret fra originalen 7. februar 2008. Hentet 13. marts 2008.
6. ↑  Monger, James Christopher. "AMG Týr". Allmusic.com. Hentet 17. marts 2008.
7. 1 2 3  Sharpe-Young, Garry. "Rockdetector Orphaned Land". Rockdetector.com. Arkiveret fra originalen 5. marts 2008. Hentet 10. marts 2008.
8. 1 2  Rivadavia, Ed. "AMG Ensiferum". Allmusic.com. Arkiveret fra originalen 9. juni 2020. Hentet 16. marts 2008.
9. ↑  Sharpe-Young, Garry. "Rockdetector Glittertind". Rockdetector.com. Arkiveret fra originalen 19. marts 2008. Hentet 17. marts 2008.
10. ↑  Hill, Gary. "AMG Agalloch". Allmusic.com. Arkiveret fra originalen 17. maj 2011. Hentet 17. marts 2008.
11. 1 2 3 4  Sanneh, Kelefa. "Finnish Folk-Metal, in Swedish, Plus Trolls". Nytimes.com. Arkiveret fra originalen 11. marts 2014. Hentet 15. marts 2008.
12. ↑  van Gerrevink, Richard. "Hiiekoda Review". Lordsofmetal.nl. Arkiveret fra originalen 8. maj 2005. Hentet 17. marts 2008.
13. 1 2 3  Bowar, Chad. "Kauja Pie Saules Review". About.com. Arkiveret fra originalen 1. april 2008. Hentet 13. marts 2008.
14. 1 2 3 4  Rivadavia, Ed. "AMG Orphaned Land". Allmusic.com. Hentet 10. marts 2008.
15. 1 2  Serba, John. "AMG Djinn Review". Allmusic.com. Hentet 11. marts 2008.
16. 1 2 3 4  Bowar, Chad. "What Is Heavy Metal?". About.com. Arkiveret fra originalen 4. februar 2012. Hentet 11. marts 2008.
17. ↑  Bowar, Chad. "Interview with Chrigel Glanzmann of Eluveitie". About.com. Arkiveret fra originalen 1. april 2008. Hentet 17. marts 2008.
18. 1 2  Ngolls, Josh. "Tingaralatingadun Review". Tartareandesire.com. Arkiveret fra originalen 6. juni 2011. Hentet 13. marts 2008.
19. ↑  Henderson, Alex. "Winter's Wake Review". Allmusic.com. Arkiveret fra originalen 18. oktober 2011. Hentet 17. marts 2008.
20. 1 2  Henderson, Alex. "Victory Songs Review". Allmusic.com. Arkiveret fra originalen 5. februar 2011. Hentet 18. marts 2008.
21. ↑  Bowar, Chad. "Ur Jordens Djup Review". About.com. Arkiveret fra originalen 15. april 2008. Hentet 15. marts 2008.
22. 1 2  Matthijssens, Vera. "Farsotstider Review". Lordsofmetal.nl. Arkiveret fra originalen 6. juni 2011. Hentet 17. marts 2008.
23. ↑  Matthijssens, Vera. "Korven Kuningas Review". Lordsofmetal.com. Arkiveret fra originalen 6. juni 2011. Hentet 17. marts 2008.
Matthijssens, Vera. "Ur Jordens Djup Review". Lordsofmetal.com. Arkiveret fra originalen 6. juni 2011. Hentet 17. marts 2008.
Maki, Jeff. "Ur Jordens Djup Review". Live-metal.net. Arkiveret fra originalen 30. oktober 2007. Hentet 17. marts 2008.
24. ↑  Dicks, Britton. "Åsmund Frægdegjevar Review". Metalcoven.com. Arkiveret fra originalen 22. juni 2007. Hentet 17. marts 2008.
25. ↑  Rivadavia, Ed. "Of Stone, Wind and Pillor Review". Allmusic.com. Arkiveret fra originalen 21. januar 2011. Hentet 17. marts 2008.
26. ↑  Prato, Greg. "To the Nameless Dead Review". Allmusic.com. Hentet 18. marts 2008.
27. 1 2  Bowar, Chad. "Viides Luku: Hävitetty Review". About.com. Arkiveret fra originalen 30. december 2007. Hentet 13. marts 2008.
28. 1 2 3  Monger, James Christopher. "Varangian Way Review". Allmusic.com. Arkiveret fra originalen 14. april 2012. Hentet 18. marts 2008.
29. 1 2  Dicks, Britton. "A Nordic Poem Review". Metalcoven.com. Arkiveret fra originalen 19. marts 2008. Hentet 13. marts 2008.
30. 1 2  Rivadavia, Ed. "Wintersun Review". Allmusic.com. Arkiveret fra originalen 30. januar 2011. Hentet 18. marts 2008.
31. 1 2  Rivadavia, Ed. "Nattfödd Review". Allmusic.com. Arkiveret fra originalen 27. juni 2011. Hentet 23. marts 2008.
32. ↑  Dicks, Britton. "'Vredens Tid Review". Metalcoven.com. Arkiveret fra originalen 17. oktober 2006. Hentet 18. marts 2008.
33. 1 2  Rivadavia, Eduardo. "Emissaries Review". Allmusic.com. Hentet 18. marts 2008.
34. ↑  Kalis, Quentin. "Iidsetel Sunkjatel Radadel Review". Chroniclesofchaos.com. Arkiveret fra originalen 26. januar 2008. Hentet 13. marts 2008.
35. 1 2  Bowar, Chad. "Folk Metal Artists". About.com. Arkiveret fra originalen 23. august 2011. Hentet 24. marts 2008.
36. 1 2 3 4  Sharpe-Young, Garry. "Rockdetector Skyclad Biography". Rockdetector.com. Arkiveret fra originalen 17. maj 2008. Hentet 10. marts 2008.
37. 1 2 3  Sharpe-Young, Garry. "Rockdetector Subway to Sally". Rockdetector.com. Arkiveret fra originalen 27. september 2007. Hentet 10. marts 2008.
38. 1 2 3 4  Sharpe-Young, Garry. "Rockdetector Schandmaul". Rockdetector.com. Arkiveret fra originalen 11. marts 2008. Hentet 11. marts 2008.
39. 1 2 3 4  Sharpe-Young, Garry. "Rockdetector Mägo de Oz". Rockdetector.com. Arkiveret fra originalen 24. marts 2008. Hentet 17. marts 2008.
40. 1 2 3  Sharpe-Young, Garry. "Rockdetector Silent Stream of Godless Elegy". Rockdetector.com. Arkiveret fra originalen 15. januar 2005. Hentet 11. marts 2008.
41. 1 2 3  Sharpe-Young, Garry. "Rockdetector Korpiklaani". Rockdetector.com. Arkiveret fra originalen 15. februar 2008. Hentet 15. marts 2008.
42. 1 2 3  Sharpe-Young, Garry. "Rockdetector Elvenking". Rockdetector.com. Arkiveret fra originalen 3. marts 2008. Hentet 13. marts 2008.
43. 1 2 3 4  Sharpe-Young, Garry. "Rockdetector Eluveitie". Rockdetector.com. Arkiveret fra originalen 3. marts 2008. Hentet 13. marts 2008.
44. 1 2  Sharpe-Young, Garry. "Rockdetector Tuatha de Danann". Rockdetector.com. Arkiveret fra originalen 10. oktober 2007. Hentet 17. marts 2008.
45. 1 2 3 4  Sharpe-Young, Garry. "Rockdetector Cruachan Biography". Rockdetector.com. Hentet 10. marts 2008.
46. 1 2  Sharpe-Young, Garry. "Rockdetector Waylander". Rockdetector.com. Hentet 12. marts 2008.
47. 1 2  Sharpe-Young, Garry. "Rockdetector Metsatöll". Rockdetector.com. Arkiveret fra originalen 31. december 2006. Hentet 13. marts 2008.
48. ↑  Sharpe-Young, Garry. "Rockdetector Morgenstern". Rockdetector.com. Arkiveret fra originalen 3. marts 2008. Hentet 17. marts 2008.
49. ↑  Vargscarr. "Interview with Pēteris Kvetkovskis of Skyforger". Malestrom.nu. Arkiveret fra originalen 3. marts 2008. Hentet 17. marts 2008.
50. ↑  Gentile, Emanuele. "Interview with Metsatöll". Estonianmetal.com. Arkiveret fra originalen 3. marts 2008. Hentet 17. marts 2008.
51. 1 2  Fjordi. "Interview with Jonne Järvelä of Korpiklaani". Tartareandesire.com. Arkiveret fra originalen 27. marts 2008. Hentet 15. marts 2008.
52. 1 2  Fjordi. "Interview with Orphaned Land". Frombelow.dk. Arkiveret fra originalen 3. marts 2008. Hentet 10. marts 2008.
53. 1 2  Bush, John. "AMG Skyclad". Allmusic.com. Hentet 10. marts 2008.
54. 1 2  Sharpe-Young, Garry. "Rockdetector Turisas". Rockdetector.com. Arkiveret fra originalen 3. marts 2008. Hentet 17. marts 2008.
55. 1 2 3  Dejasu, Barry Lee. "Interview with Peter Kvetkovskis of Skyforger". Modernfix.com. Arkiveret fra originalen 3. marts 2008. Hentet 19. marts 2008.
56. 1 2  Reilly, Ann Marie. "Interview with Kobi Farhi of Orphaned Land". Beyondearcandy.com. Arkiveret fra originalen 7. marts 2008. Hentet 11. marts 2008.
57. 1 2  Watt, Erika Kristen. "Interview with Marios Koutsoukos of Folkearth". Forteeng.net. Arkiveret fra originalen 21. august 2007. Hentet 18. marts 2008.
58. 1 2  S., Mike. "Interview with Vratyas Vakyas of Falkenbach". Deadtide.com. Arkiveret fra originalen 11. januar 2008. Hentet 13. marts 2008.
59. ↑  Bowar, Chad. "Interview with Summoning". About.com. Arkiveret fra originalen 13. april 2014. Hentet 18. marts 2008.
60. 1 2  Sharpe-Young, Garry. "Rockdetector In Extremo". Rockdetector.com. Arkiveret fra originalen 3. marts 2008. Hentet 11. marts 2008.
61. ↑  "Åsmund Frægdegjevar". Lumsk.no (Lumsk official website). Arkiveret fra originalen 14. februar 2008. Hentet 19. marts 2008.
62. 1 2  Deming, Mark. "AMG Turisas". Allmusic.com. Hentet 16. marts 2008.
63. ↑  Dicks, Britton. "So Pale Is The Light Review". Metalcoven.com. Arkiveret fra originalen 17. oktober 2006. Hentet 19. marts 2008.
64. ↑  Bowar, Chad. "Victory Songs Review". About.com. Arkiveret fra originalen 10. februar 2012. Hentet 19. marts 2008.
65. 1 2  Dicks, Britton. "Turis Fratyr Review". Metalcoven.com. Arkiveret fra originalen 2. juli 2013. Hentet 19. marts 2008.
66. 1 2 3  Dicks, Britton. "Gaia II - La Voz Dormida Review". Metalcoven.com. Arkiveret fra originalen 26. februar 2008. Hentet 14. marts 2008.
67. ↑  Cray, Wesley D. "Hiiekoda Review". Metal-observer.com. Arkiveret fra originalen 30. april 2008. Hentet 10. april 2008.
68. 1 2  Young, James. "Primordial Concert Review". Live4metal.com. Arkiveret fra originalen 9. marts 2008. Hentet 12. marts 2008.
69. ↑  Bowar, Chad. "The Varangian Way Review". About.com. Arkiveret fra originalen 20. marts 2008. Hentet 19. marts 2008.
70. ↑  Rivadavia, Eduardo. "Sóknardalr Review". Allmusic.com. Hentet 19. marts 2008.
71. 1 2  Lehtinen, Arto. "Interview with Jonne Järvelä of Korpiklaani". Metal-rules.com. Arkiveret fra originalen 2. marts 2008. Hentet 15. marts 2008.
72. ↑  Meeks, Ciaran. "Interview with Jonne Järvelä of Korpiklaani". Metaleater.com. Arkiveret fra originalen 26. maj 2012. Hentet 19. marts 2008.
73. ↑  Begrand, Adrien. "Tales Along This Road Review". Popmatters.com. Arkiveret fra originalen 21. august 2008. Hentet 19. marts 2008.
74. 1 2  Dicks, Britton. "Hiiekoda Review". Metalcoven.com. Arkiveret fra originalen 2. juli 2013. Hentet 19. marts 2008.
75. 1 2  Fjordi. "Interview with Rihards Skudrîtis of Skyforger". Frombelow.dk. Arkiveret fra originalen 11. marts 2008. Hentet 19. marts 2008.
76. ↑  Dicks, Britton. "Mabool Review". Metalcoven.com. Arkiveret fra originalen 2. juli 2013. Hentet 19. marts 2008.
77. 1 2 3  Mitchell, Chris. "Ot Serdca K Nebu Review". Soniccathedral.com. Arkiveret fra originalen 12. januar 2009. Hentet 13. marts 2008.
78. 1 2  Tsakonas, Giannis. "Interview with Ketil Sæther of Lumsk". Metalperspective.com. Arkiveret fra originalen 24. oktober 2007. Hentet 19. marts 2008.
79. ↑  Matthijssens, Vera. "Interview with Chrigel Glanzmann of Eluveitie". Lordsofmetal.nl. Arkiveret fra originalen 5. september 2012. Hentet 19. marts 2008.
80. ↑  Kalis, Quentin. "A Nordic Poem Review". Chroniclesofchaos.com. Arkiveret fra originalen 11. marts 2008. Hentet 19. marts 2008.
81. ↑  Matthijssens, Vera. "Eric the Red Review". Lordsofmetal.nl. Arkiveret fra originalen 6. juni 2011. Hentet 19. marts 2008.
82. ↑  Escandon, Rodrigo. "Likferd Review". Metalcoven.com. Arkiveret fra originalen 17. maj 2008. Hentet 19. marts 2008.
83. ↑  Serba, John. "The Sceptre of Deception Review". Allmusic.com. Arkiveret fra originalen 5. juli 2011. Hentet 18. marts 2008.
84. ↑  Serba, John. "Vansinnesvisor Review". Allmusic.com. Hentet 18. marts 2008.
85. 1 2  Melzer, Alexander. "Interview with Matti Svatizky of Orphaned Land". Metal-observer.com. Arkiveret fra originalen 22. februar 2008. Hentet 10. marts 2008.
86. ↑  Dieters, Frank. "Interview with Heri Joensen of Týr". Lordsofmetal.nl. Arkiveret fra originalen 4. august 2012. Hentet 19. marts 2008.
87. 1 2  Rivadavia, Ed. "Suden Uni Review". Allmusic.com. Hentet 17. marts 2008.
88. 1 2  Grant, Sam. "Interview with Miri Milman of Distorted". Soniccathedral.com. Arkiveret fra originalen 3. marts 2008. Hentet 11. marts 2008.
89. 1 2  Sharpe-Young, Garry. "Rockdetector Otyg". Rockdetector.com. Arkiveret fra originalen 25. marts 2008. Hentet 13. marts 2008.
90. ↑  Hinds, Daniel. "Interview with Martin Walkyier of Skyclad". The-plague.net. Arkiveret fra originalen 3. marts 2008. Hentet 20. februar 2008.
91. 1 2 3 4  Bolther, Giancarlo. "Interview with Keith Fay of Cruachan". Rock-impressions.com. Arkiveret fra originalen 10. februar 2012. Hentet 10. marts 2008.
92. ↑  Roon, Samuel J. "Interview with Ville Sorvali of Moonsorrow". Nonelouder.com. Arkiveret fra originalen 7. februar 2008. Hentet 20. februar 2008.
93. 1 2  Stefanis, John. "Interview with Keith Fay of Cruachan". Getreadytorock.com. Arkiveret fra originalen 4. marts 2008. Hentet 20. marts 2008.
94. 1 2  Dieters, Frank. "Interview with Chrigel Glanzmann of Eluveitie". Lordsofmetal.nl. Arkiveret fra originalen 12. januar 2013. Hentet 20. marts 2008.
95. ↑  Larissa Glasser. "Interview with Sadlave of Obtest". Maelstrom.nu. Arkiveret fra originalen 23. september 2007. Hentet 20. marts 2008.
96. ↑  Melzer, Alexander. "Interview with Peter Kvetkovskis of Skyforger". Metal-observer.com. Arkiveret fra originalen 22. februar 2008. Hentet 20. marts 2008.
97. 1 2  Smit, Jackie. "Interview with Matthias Nygard of Turisas". Chroniclesofchaos.com. Arkiveret fra originalen 26. juni 2008. Hentet 20. marts 2008.
98. ↑  Marina. "Interview with Aydan of Elvenking". Truemetal.org. Arkiveret fra originalen 16. marts 2008. Hentet 20. marts 2008.
99. 1 2  Fisher, Mark. "Interview with Carmen Espanæs of Midnattsol". Musicaldiscoveries.com. Arkiveret fra originalen 7. november 2007. Hentet 13. marts 2008.
100. ↑  Ulrey, Jeremy. "Interview with Andreas Hedlund of Vintersorg". Chroniclesofchaos.com. Arkiveret fra originalen 16. marts 2008. Hentet 20. marts 2008.
101. ↑  Los Muertos, Michael De. "Interview with Don Anderson and John Haughm of Agalloch". Metal-rules.com. Arkiveret fra originalen 28. februar 2008. Hentet 20. marts 2008.
102. 1 2 3  Vonberg, Horst. "Interview with Martin Walkyier of Skyclad". Lordsofmetal.nl. Arkiveret fra originalen 9. december 2012. Hentet 20. marts 2008.
103. ↑  Dujardin, Audrey. "Interview with Markus Toivonen and Petri Lindroos of Ensiferum". Tartareandesire.com. Arkiveret fra originalen 13. november 2007. Hentet 20. marts 2008.
104. ↑  Jeff. "Interview with Aydan of Elvenking". Metalstorm.ee. Arkiveret fra originalen 23. oktober 2007. Hentet 20. marts 2008.
105. ↑  Michelle, Alina. "Interview with A. Nemtheanga of Primordial". Photomistress.com. Arkiveret fra originalen 24. februar 2008. Hentet 20. marts 2008.
106. ↑  Ritsios, Elias. "Interview with Roibéard Ó Bogail of Mael Mórdha". Metal-invader.com. Arkiveret fra originalen 2. december 2008. Hentet 20. marts 2008.
107. ↑  Lahtinen, Luxi. "Interview with Katla and Somnium of Finntroll". Metal-rules.com. Arkiveret fra originalen 3. marts 2008. Hentet 20. marts 2008.
108. 1 2  George Call. "Interview with Stefan Weinerhall of Falconer". Neonblonde.com. Arkiveret fra originalen 3. december 2008. Hentet 20. marts 2008.
109. 1 2  McKay, Aaron. "Interview with Moloch of Melechesh". Chroniclesofchaos.com. Arkiveret fra originalen 3. marts 2008. Hentet 11. marts 2008.
110. ↑  Eck, Markus. "Interview with Felius of Arafel". Metalmessage.de. Arkiveret fra originalen 9. april 2008. Hentet 20. marts 2008.
111. ↑  Eck, Markus. "Interview with Shamgar of Slechtvalk". Metalmessage.de. Arkiveret fra originalen 7. marts 2016. Hentet 20. marts 2008.
112. ↑  Dicks, Britton. "Mirovozzrenie Review". Metalcoven.com. Arkiveret fra originalen 17. oktober 2006. Hentet 13. marts 2008.
113. ↑  Dicks, Britton. "Folkstorm Of Azure Nights Review". Metalcoven.com. Arkiveret fra originalen 18. februar 2008. Hentet 13. marts 2008.
114. ↑  Fastred, Reap. "Interview with Eisenslav of Kroda". Mortemzine.net. Arkiveret fra originalen 12. oktober 2007. Hentet 20. marts 2008.
115. ↑  Dicks, Britton. "Interview with Ciaran O'Hagan of Waylander". Metalcoven.com. Arkiveret fra originalen 7. marts 2008. Hentet 20. marts 2008.
116. ↑  Michael. "Interview with Mitja Harvilahti of Moonsorrow". Feindesland.de. Arkiveret fra originalen 29. april 2017. Hentet 20. marts 2008.
117. ↑  Westlund, Adam. "Interview with Erik Grawsiö and Pierre V. Wilhelmsson of Månegarm". Metal-observer.com. Arkiveret fra originalen 20. februar 2008. Hentet 20. marts 2008.
118. 1 2  Týr. "Is Týr a facist, nazi or racist band?". Tyr.net. Arkiveret fra originalen 10. maj 2008. Hentet 20. marts 2008.
119. ↑  Van Berlo, Andrej. "Interview with Pēteris Kvetkovskis & Edgars Krūmiņš of Skyforger". Tartareandesire.com. Arkiveret fra originalen 30. april 2008. Hentet 3. maj 2008.
120. ↑  Richard Lederer ("Protector"). "Political Statements". Summoning.info. Arkiveret fra originalen 30. juni 2012. Hentet 20. marts 2008.
121. ↑  Ville Sorvali of Moonsorrow and Heri Joensen of Týr. Statement on behalf of Moonsorrow, Týr and Eluveitie. Youtube.com. Arkiveret fra originalen 16. december 2019. Hentet 2008-05-05. {{cite AV media}}: Ukendt parameter |year2= ignoreret (hjælp)
122. ↑  "Moonsorrow: We Are Not Nazis". 2008-04-14. Arkiveret fra originalen 17. april 2008. Hentet 2008-05-05.
123. ↑  Sheaks, Matthias. "Folkemon Review". Allmusic.com. Hentet 20. marts 2008.
124. ↑  Henderson, Alex. "Ur Jordens Djup Review". Hentet 20. marts 2008.
125. ↑  Matthijssens, Vera. "Interview with Korpiklaani". Lordsofmetal.nl. Arkiveret fra originalen 4. august 2012. Hentet 20. marts 2008.
126. ↑  Muxlow. "Interview with Heri Joensen of Týr". Deadtide.com. Arkiveret fra originalen 11. januar 2008. Hentet 20. marts 2008.
127. 1 2 3  Boylin, Alex. "Skyclad Biography". Metalstorm.ee. Arkiveret fra originalen 3. marts 2008. Hentet 10. marts 2008.
128. ↑  Rivadavia, Ed. "AMG The Wayward Sons of Mother Earth Review". Allmusic.com. Hentet 10. marts 2008.
129. ↑  O'Neill, Wade. "Skyclad". Metaleater.com. Arkiveret fra originalen 12. januar 2008. Hentet 10. marts 2008.
"Skyclad". Bnrmetal.com. Arkiveret fra originalen 3. marts 2008. Hentet 10. marts 2008.
130. ↑  Palmares, Pedro. "Interview with Keith Fay of Cruachan". cruachan.metalfan.nl. Arkiveret fra originalen 3. januar 2008. Hentet 10. marts 2008.
131. ↑  Bowar, Chad. "Under Satanae Review". About.com. Arkiveret fra originalen 23. juni 2012. Hentet 13. marts 2008.
132. ↑  Melzer, Alexander. "Wolfheart Review". Metal-observer.com. Arkiveret fra originalen 23. juni 2012. Hentet 8. april 2008.
133. ↑  Rivadavia, Eduardo. "AMG Butterfly Effect Review". Allmusic.com. Hentet 28. februar 2008.
134. ↑  Begrand, Adrien. "PopMatters Far From the Sun Review". Popmatters.com. Arkiveret fra originalen 3. februar 2012. Hentet 10. marts 2008.
135. ↑  Sharpe-Young, Garry. "Rockdetector Amorphis Biography". Rockdetector.com. Arkiveret fra originalen 30. september 2007. Hentet 10. marts 2008.
136. ↑  Sharpe-Young, Garry. "Rockdetector Melechesh". Rockdetector.com. Arkiveret fra originalen 9. april 2008. Hentet 11. marts 2008.
137. 1 2 3  Dieters, Frank. "Interview with Michael Bodenski of Subway to Sally". Lordsofmetal.nl. Arkiveret fra originalen 9. december 2012. Hentet 10. marts 2008.
138. ↑  "Subway to Sally". Gothtronic.com. Arkiveret fra originalen 12. marts 2008. Hentet 31. marts 2008.
139. 1 2 3  Matthias von Viereck (12. november 2007). "Modern Minstrels: Medieval Rock on the Rise". Goethe-Institut. Arkiveret fra originalen 16. marts 2008. Hentet 10. marts 2008.
140. ↑  Rivadavia, Eduardo. "AMG Cruachan". Allmusic.com. Hentet 10. marts 2008.
141. ↑  Monger, James Christopher. "AMG Primordial". Allmusic.com. Hentet 12. marts 2008.
142. ↑  S., Mike. "Interview with Alan Nemtheanga of Primordial". Deadtide.com. Arkiveret fra originalen 7. februar 2012. Hentet 12. marts 2008.
143. ↑  Sharpe-Young, Garry. "Rockdetector Geasa". Rockdetector.com. Hentet 12. marts 2008.
144. ↑  Cuevas, Carlos Martin. "Nordavind Review". Tartareandesire.com. Arkiveret fra originalen 8. december 2014. Hentet 14. marts 2008.
145. ↑  Sharpe-Young, Garry. "Rockdetector Empyrium". Rockdetector.com. Arkiveret fra originalen 12. november 2007. Hentet 14. marts 2008.
146. ↑  Rivadavia, Eduardo. "AMG Falkenbach". Allmusic.com. Hentet 14. marts 2008.
147. ↑  Rivadavia, Eduardo. "AMG Windir". Allmusic.com. Hentet 15. marts 2008.
148. ↑  Dicks, Britton. "Vargaresa - The Beginning Review". Metalcoven.com. Arkiveret fra originalen 15. marts 2008. Hentet 13. marts 2008.
149. ↑  Serba, John. "Vansinnesvisor Review". Allmusic.com. Hentet 13. marts 2008.
150. ↑  Bowar, Chad. "A Costa Da Morte Review". About.com. Arkiveret fra originalen 9. juni 2008. Hentet 14. marts 2008.
151. ↑  Bowar, Chad. "Hardworlder Review". About.com. Arkiveret fra originalen 9. december 2007. Hentet 13. marts 2008.
152. ↑  Matthijssens, Vera. "Interview with Silent Stream of Godless Elegy". Lordsofmetal.nl. Arkiveret fra originalen 13. september 2012. Hentet 11. marts 2008.
153. ↑  Matthijssens, Vera. "Interview With Keith Fay of Cruachan". Lordsofmetal.nl. Hentet 14. marts 2008.
154. 1 2 3  Sharpe-Young, Garry. "Rockdetector Finntroll". Rockdetector.com. Hentet 14. marts 2008.
155. ↑  von Hobartian, Mike. "Interview with Wilska of Finntroll". Ruthlessreviews.com. Arkiveret fra originalen 26. maj 2012. Hentet 15. marts 2008.
156. ↑  Hinds, Andy. "Jaktens Tid". Allmusic.com. Arkiveret fra originalen 27. juni 2011. Hentet 23. marts 2008.
157. ↑  Henderson, Alex. "Ur Jordens Djup Review". Allmusic.com. Hentet 23. marts 2008.
158. ↑  Dicks, Britton. "Interview with Jarkko Aaltonen of Korpiklaani". Metalcoven.com. Arkiveret fra originalen 16. maj 2008. Hentet 15. marts 2008.
159. ↑  Van Horn, Jr., Ray. "Interview with Jarkko Aaltonen of Korpiklaani". Maelstrom.nu. Arkiveret fra originalen 20. marts 2008. Hentet 15. marts 2008.{{cite web}}:  CS1-vedligeholdelse: Flere navne: authors list (link)
160. 1 2  Morton, Kenneth. "Interview with Jarkko Aaltonen of Korpiklaani". Highwiredaze.com. Arkiveret fra originalen 25. februar 2008. Hentet 15. marts 2008.
161. ↑  Bowar, Chad. "Interview with Jonne Järvelä of Korpiklaani". About.com. Arkiveret fra originalen 20. februar 2008. Hentet 15. marts 2008.
162. ↑  Hinds, Andy. "AMG Finntroll". Allmusic.com. Hentet 15. marts 2008.
163. 1 2  Rivadavia, Ed. "AMG Cadacross". Allmusic.com. Hentet 16. marts 2008.
164. ↑  Rivadavia, Ed. "AMG Wintersun". Allmusic.com. Hentet 16. marts 2008.
165. ↑  Sharpe-Young, Garry. "Rockdetector Ensiferum". Rockdetector.com. Arkiveret fra originalen 13. december 2007. Hentet 23. marts 2008.
166. ↑  Bowar, Chad. "Solens Rötter Review". About.com. Arkiveret fra originalen 9. december 2007. Hentet 13. marts 2008.
167. ↑  Bowar, Chad. "Kvass Review". About.com. Arkiveret fra originalen 17. februar 2008. Hentet 13. marts 2008.
168. ↑  Dicks, Britton. "Willkommen Folk Tell Drekka Fest Review". Metalcoven.com. Arkiveret fra originalen 26. februar 2008. Hentet 13. marts 2008.
169. ↑  Bowar, Chad. "The Shadow Cabinet Review". About.com. Arkiveret fra originalen 6. december 2007. Hentet 13. marts 2008.
170. ↑  Bowar, Chad. "Ravnenes Saga Review". About.com. Arkiveret fra originalen 21. december 2007. Hentet 13. marts 2008.
171. ↑  Bowar, Chad. "Eric the Red Review". About.com. Arkiveret fra originalen 20. marts 2008. Hentet 13. marts 2008.
172. ↑  Sharpe-Young, Garry. "Rockdetector Raud-Ants". Rockdetector.com. Hentet 13. marts 2008.
173. ↑  Huckins, K. "Is Kartos I Karta Review". Deadtide.com. Arkiveret fra originalen 23. september 2015. Hentet 13. marts 2008.
174. ↑  Sharpe-Young, Garry. "Rockdetector Alkonost". Rockdetector.com. Arkiveret fra originalen 9. november 2004. Hentet 13. marts 2008.
175. ↑  Dicks, Britton. "The Times Of Mara Review". Metalcoven.com. Arkiveret fra originalen 12. maj 2008. Hentet 13. marts 2008.
176. ↑  Sharpe-Young, Garry. "Rockdetector Balkandji". Rockdetector.com. Hentet 13. marts 2008.
177. ↑  Rivadavia, Eduardo. "Pale Folklore Review". Allmusic.com. Arkiveret fra originalen 17. november 2010. Hentet 16. marts 2008.